# Polis (ster)
Polis is een ster in het sterrenbeeld Boogschutter (Sagittarius).
Het is een zesvoudig systeem waarvan de meeste sterren vrij ver van de hoofdster af liggen maar waarvan er één dichtbij genoeg bij de hoofdster ligt om deze elke 180 dagen te bedekken.
Polis A, de hoofdster, is een reuzenster van spectraalklasse B op een afstand die in de buurt van de 3000 lichtjaar van ons af staat.